# Роса Дієс
Роса Дієс Гонсалес (ісп. Rosa Díez González; нар. 27 травня 1952, Гуеньєс) — іспанський політик. Лідерка партії «Союз, прогрес і демократія».

## Біографія
Працювала у профспілках, була обрана до виконавчого комітету Загального союзу трудящих. Вона входила до міської ради Гуеньєса і провінційної ради Біскайї, була віце-президентом провінційного парламенту. Вела діяльність у Іспанській соціалістичній робітничій партії.
Вона була членом регіонального парламенту Країни Басків. З 1991 по 1998 року працювала міністром торгівлі, побуту та туризму в рамках регіонального уряду.
У 1999 і 2004 року за списком ІСРП обиралась депутатом Європейського парламенту. Була членом групи соціалістів, працювала у Комітеті з правових питань та Комітеті з громадянських свобод, юстиції та внутрішніх справ.
У 2007 році відмовилась від мандату євродепутата і виступила з критикою переговорів прем'єр-міністр Іспанії Хосе Луїса Сапатеро з членами ETA. У тому ж році вона заснувала партію «Союз, прогресу і демократії». У 2008 році, як єдина представниця партії, була обрана до Конгресу депутатів (від району Мадрида), переобрана у 2011 році.